# Миленькин, Борис Петрович
Борис Петрович Миленькин (1903, Спасское, Богородицкий уезд, Тульская губерния, Российская империя — март 1966, Богородицкий район, Тульская область) — проходчик Бегичевского стройуправления треста «Тулашахтострой», Герой Социалистического Труда (1948).
Родился в 1904 году в деревне Спасское Богородицкого р-на Тульской обл. в крестьянской семье. Участник Великой Отечественной войны. Работал в механической мастерской Товарковского рудоуправления. Перед войной и после на новостройке, Бегичевской шахты № 3.
За успехи в труде в 1948 году указом Президиума Верховного Совета СССР был награждён званием Героя Социалистического Труда.